# 黄冈长江大桥
黄冈长江大桥，是位于中国湖北省的一座的公路铁路两用斜拉桥，跨越长江，连接黄冈市黄州区与鄂州市华容区，是武黄城际铁路和黄鄂高速公路的控制性工程和共用过江通道，距离上游的阳逻长江大桥约37公里，距离下游的鄂黄长江大桥约17公里。大桥全长4008.192米，公铁合建段长2568米，设计为双层桥面，上层通行双向四车道高速公路，下层通行双线高速铁路。大桥主跨567米，主塔采用H型钢筋混凝土结构，塔高193.5米。大桥投资24.93亿元，于2010年2月8日举行开工仪式，2010年3月1日正式动工，2014年6月16日正式通车。

## 设计
大桥主桥为双塔双索面五跨连续钢桁梁斜拉桥，主桥长1215米，跨距布置为：81+243+567+243+81米，主跨567米；主梁采用平弦等高度连续钢桁梁，钢桁采用N形桁架，倒梯形截面，上弦主桁间距27.5米，下弦主桁间距16米，腹杆空间倾斜设置，倾斜度达20.3532°；钢桁梁主要杆件截面形式为平行四边形，对接拼装；上弦公路桥面结构采用正交异形板纵横梁结构体系，下弦铁路桥面结构采用密横梁结构体系；主塔斜拉索采用平行钢丝，最大规格斜拉索由475股钢丝组成；全桥共计90个桥墩，967根钻孔桩，共用10万吨钢材，40万立方米混凝土。

## 建设历程
- 2010年2月8日，大桥开工仪式在黄冈市唐家渡村举行。[3]
- 2010年3月1日，大桥正式开工建设。[1]
- 2010年12月29日，大桥主塔墩完成承台施工。
- 2011年5月25日，大桥第一个主塔下横梁浇筑完毕。
- 2011年8月15日，大桥主塔突破百米大关。
- 2012年3月12日，大桥主塔全部封顶。[6]
- 2012年9月16日，大桥主桥合龙。[7]
- 2012年10月14日，大桥152根斜拉索全部挂设完成。[8]
- 2012年10月31日，主桥公路桥面板铺设完成。[9]
- 2012年11月2日，大桥全线贯通。[10]
- 2013年5月13日，大桥主体工程完成。[11]
- 2014年6月16日12时整，大桥正式建成通车。[4]